# جونيور ستانيسلاس

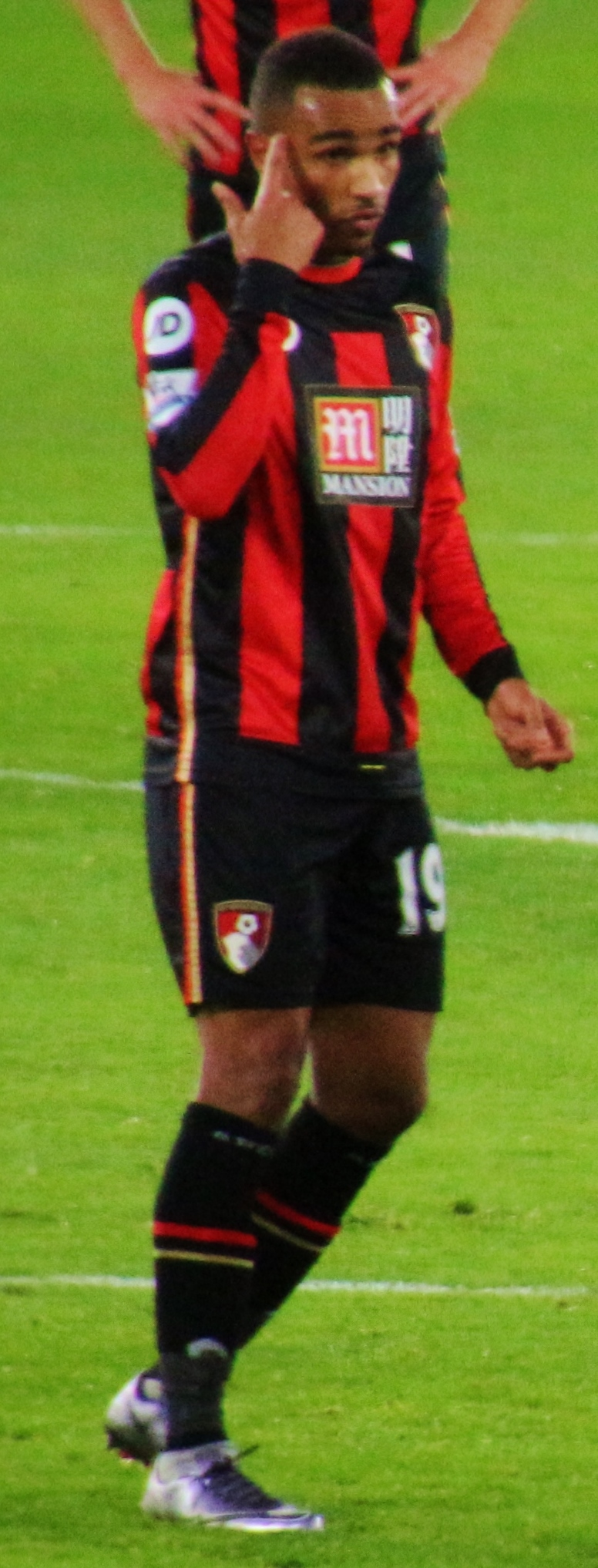

جونيور ستانيسلاس (بالإنجليزية: Junior Stanislas)‏ (مواليد 26 نوفمبر 1989 في كيدبروك - إنجلترا) لاعب كرة قدم إنجليزي يلعب حاليا لصالح نادي الدرجة الممتازة وست هام يونايتد الإنجليزي منذ 2000 في مركز الجناح الأيسر .

## روابط خارجية
- جونيور ستانيسلاس على موقع قاعدة بيانات كرة القدم.إي يو (الإنجليزية)
- جونيور ستانيسلاس على موقع Soccerbase.com (لاعب) (الإنجليزية)
- جونيور ستانيسلاس على موقع Soccerway.com (الإنجليزية)
- جونيور ستانيسلاس على موقع عالم كرة القدم.نت (الإنجليزية)
- جونيور ستانيسلاس على موقع كووورة
- جونيور ستانيسلاس على موقع AS.com (الإسبانية)